# Лампасас (Техас)
Лампасас (англ. Lampasas) — город в США, расположенный в центральной части штата Техас, административный центр одноимённого округа. По данным переписи за 2010 год число жителей составляло 6681 человек, по оценке Бюро переписи США в 2015 году в городе проживало 7687 человек. Город является частью метрополитенского ареала Киллин — Темпл — Форт-Худ.

## История
До появления в регионе европейцев к минеральным источникам ручья Хэнкок-Спрингс ежегодно приходили индейцы. 26 апреля 1838 года территория, в которую входило место нынешнего города, была принесена в дар Джону Берлесону за его заслуги в войне за независимость Техаса. В 1854 году территория по завещанию перешла к его дочерям Элизабет и Марте, в июле 1855 года Элизабет с мужем заложили город, который сначала получил название Берлесон. 1 февраля легислатура Техаса основала новый округ, город был переименован в Лампасас и стал центром нового округа.
1 июня 1859 года была основана первая газета в округе, «Chronicle». 21 апреля 1876 года  в городе появился устав органов местного управления. 1 июля 1859 года в городе был создан отряд защиты от набегов индейцев. Во время гражданской войны положение дел только ухудшилось и в итоге в 1870 году в городе была расквартирована федеральная кавалерия. Баптистская церковь была построена в 1874 году, методистская — в 1880. В 1882 году в город провели железную дорогу Gulf, Colorado and Santa Fe Railway. Станция стала самой западной на участке и, таким образом, Лампасас стал важным торговым центром для всего западного Техаса. В том же году минеральные источники города стали пользоваться популярностью и Лампасас стал считаться курортом.
Первая электростанция в городе появилась в 1890 году, а в 1920 году появилась первая компания, продававшая электричество горожанам. В 1901 году было открыто газовое месторождение Abney, однако из-за большого количества воды в скважине, газ начали добывать только в 1949 году, а до этого из неё добывали только серу и соль. Во время Второй мировой войны, экономике города поспособствовало наличие поблизости базы Форт-Худ, городской парк был любимым местом отдыха солдат. После войны были предприняты попытки вернуть городу славу курортного места, численность населения снова начала расти. По сей день экономика города остаётся зависимой от сельского хозяйства и выращивания породистого скота.

## География
Лампасас находится в южной части округа, его координаты: 31°03′59″ с. ш. 98°10′53″ з. д.. Город располагается на берегах ручья Салфер-Крик.
Согласно данным бюро переписи США, площадь города составляет около 17,5 квадратных километров, практически полностью занятых сушей.

### Климат
Согласно классификации климатов Кёппена, в Лампасасе преобладает влажный субтропический климат (Cfa).
| Показатель                    | Янв.  | Фев.  | Март  | Апр. | Май  | Июнь | Июль | Авг. | Сен. | Окт. | Нояб. | Дек.  | Год   |
| ----------------------------- | ----- | ----- | ----- | ---- | ---- | ---- | ---- | ---- | ---- | ---- | ----- | ----- | ----- |
| Абсолютный максимум, °C       | 35    | 37,2  | 37,8  | 39,4 | 40   | 42,2 | 44,4 | 44,4 | 42,2 | 40   | 33,9  | 32,2  | 44,4  |
| Средний суточный максимум, °C | 15,3  | 17,3  | 21,6  | 25,8 | 29,1 | 33,1 | 35,4 | 35,8 | 32,2 | 27,1 | 20,7  | 16,2  | 25,8  |
| Средняя температура, °C       | 7,8   | 9,7   | 13,8  | 18,3 | 22,3 | 26,4 | 28,3 | 28,4 | 24,8 | 19,2 | 13,1  | 8,7   | 18,4  |
| Средний суточный минимум, °C  | 0,3   | 2,2   | 6,1   | 10,8 | 15,6 | 19,7 | 21,2 | 20,9 | 17,5 | 11,4 | 5,5   | 1,2   | 11,1  |
| Абсолютный минимум, °C        | −24,4 | −23,9 | −11,1 | −4,4 |      | 8,3  | 11,1 | 8,9  | 0,6  | −6,7 | −11,1 | −21,7 | −24,4 |
| Норма осадков, мм             | 42    | 52    | 55    | 77   | 103  | 75   | 50   | 50   | 75   | 77   | 57    | 54    | 768   |
| Источник: weatherbase.com     |       |       |       |      |      |      |      |      |      |      |       |       |       |

## Население
Согласно переписи населения 2010 года в городе проживал 6681 человек, было 2610 домохозяйств и 1723 семьи. Расовый состав города: 84,7 % — белые, 1,5 % — афроамериканцы, 0,7 % — коренные жители США, 0,7 % — азиаты, 0,0 % (3 человека) — жители Гавайев или Океании, 9,6 % — другие расы, 2,8 % — две и более расы. Число испаноязычных жителей любых рас составило 24,6 %.
Из 2610 домохозяйств, в 35,2 % живут дети младше 18 лет. 47,2 % домохозяйств представляли собой совместно проживающие супружеские пары (19,9 % с детьми младше 18 лет), в 14 % домохозяйств женщины проживали без мужей, в 4,9 % домохозяйств мужчины проживали без жён, 34 % домохозяйств не являлись семьями. В 29,7 % домохозяйств проживал только один человек, 14,4 % составляли одинокие пожилые люди (старше 65 лет). Средний размер домохозяйства составлял 2,49 человека. Средний размер семьи — 3,08 человека.
Население города по возрастному диапазону распределилось следующим образом: 28,8 % — жители младше 20 лет, 23,7 % находятся в возрасте от 20 до 39, 30 % — от 40 до 64, 17,5 % — 65 лет и старше. Средний возраст составляет 37,7 года.
Согласно данным опросов пяти лет с 2011 по 2015 годы, средний доход домохозяйства в Лампасасе составляет 38 989 долларов США в год, средний доход семьи — 49 838 долларов. Доход на душу населения в городе составляет 20 326 долларов. Около 15,9 % семей и 21,9 % населения находятся за чертой бедности. В том числе 27,7 % в возрасте до 18 лет и 15,8 % в возрасте 65 и старше.

## Местное управление
Управление городом осуществляется мэром и городским советом, состоящим из шести человек, каждый из которых избирается всем городом сроком на два года. Совет выбирает из своих рядов заместителя мэра.

## Инфраструктура и транспорт
Через Лампасас проходят автомагистрали США 183, 190 и 281.
В городе располагается аэропорт Лампасас. Аэропорт располагает одной взлётно-посадочной полосой длиной 1281 метр. Ближайшим аэропортом, выполняющим коммерческие пассажирские рейсы, является региональный аэропорт Киллин — Форт-Худ. Аэропорт находится примерно в 45 километрах к западу от Лампасаса.

## Образование
Город обслуживается независимым школьным округом Лампасас.

## Экономика
Согласно ежегодному финансовому отчёту города за 2015 год, Лампасас владел активами на $16,56 млн, долговые обязательства города составляли $12,35 млн. Доходы города в 2015 году составили $8,12 млн, а расходы — $9,07 млн.

## Город в популярной культуре
- Лампасас упоминается в хите певца и композитора кантри-песен Хэнка Уильямса-младшего «Texas Women»
- «Лампасас, Техас» — название второй серии многосерийного вестерна канала CBS «Trackdown» с Робертом Калпом в роли техасского рейнджера Гоби Гилмана. В серии, показанной на телевидении 11 октября 1957 года, Гилман пытается спасти невиновного человека от линчевания горожанами.